# Недоговоров, Виктор Леонтьевич
Ви́ктор Лео́нтьевич Недоговоров (1903—1943) — полковник Рабоче-крестьянской Красной Армии, участник Великой Отечественной войны, Герой Советского Союза (1944).

## Биография

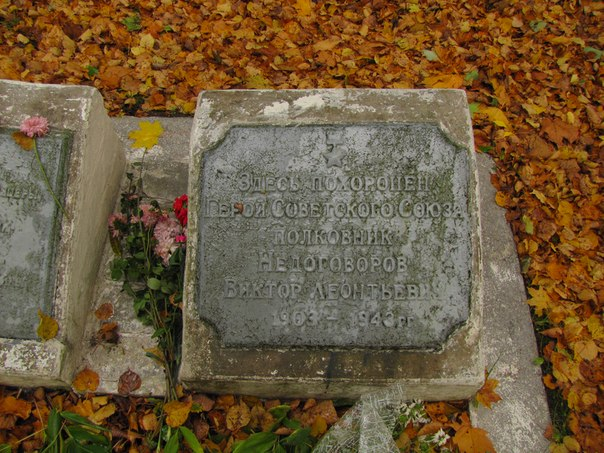
Могила Недоговорова в Велиже.

Виктор Недоговоров родился 18 января 1903 года в Астрахани. После окончания духовного училища работал слесарем. В 1921 году Недоговоров был призван на службу в Рабоче-крестьянскую Красную Армию. В 1926 году он окончил артиллерийское отделение Объединённой военной школы имени ВЦИК. Участвовал в боях на КВЖД. С 1941 года — на фронтах Великой Отечественной войны.
К лету 1943 года полковник Виктор Недоговоров командовал 17-й истребительно-противотанковой артиллерийской бригадой Калининского фронта, которая неоднократно отличалась во время боёв в Смоленской области, уничтожив большое количество боевой техники противника. 6 октября 1943 года, бригада Недоговорова участвовала в прорыве немецкой обороны и выходе к дороге Невель-Городок-Витебск. Противника предпринял ряд контратак, во время одной из которых Недоговоров получил тяжёлое ранение, но сумел вывести свои части из окружения. Несмотря на усилия врачей, 12 октября 1943 года он скончался от полученных ранений. Похоронен на Центральной площади в городе Велиже Смоленской области.

## Награды
Указом Президиума Верховного Совета СССР от 4 июня 1944 года за «образцовое выполнение боевых заданий командования на фронте борьбы с немецкими захватчиками и проявленные при этом отвагу и геройство» полковник Виктор Недоговоров посмертно был удостоен высокого звания Героя Советского Союза.
Также был награждён орденами Ленина, Красного Знамени, Отечественной войны 1-й степени, рядом медалей.

## Потомки
Дочь — Недоговорова Марина Викторовна.
Внуки — Черкасов Дмитрий Евгеньевич; Черкасов Сергей Евгеньевич.
Правнуки — Черкасов Станислав Сергеевич; Черкасов Иван Сергеевич